# Uk vz. 59
La Uk vz. 59 (Univerzální kulomet vzor 59; Ametralladora universal modelo 1959, en checo) es una ametralladora de propósito general desarrollada en Checoslovaquia a fines de la década de 1950. Continúa en servicio con el Ejército checo y el Ejército eslovaco.

## Descripción
La Uk vz. 59 dispara el cartucho 7,62 x 54 R (aunque también existe una variante de la vz. 59N que dispara el cartucho 7,62 x 51 OTAN), alimentada mediante una cinta de cartuchos. El arma puede emplearse como ametralladora ligera (vz. 59L, con cañón ligero y bípode) y ametralladora media (cañón pesado y trípode), además de arma coaxial (vz. 59T).
El pistolete de la Uk vz. 59 sirve como su manija de amartillado.

## Galería

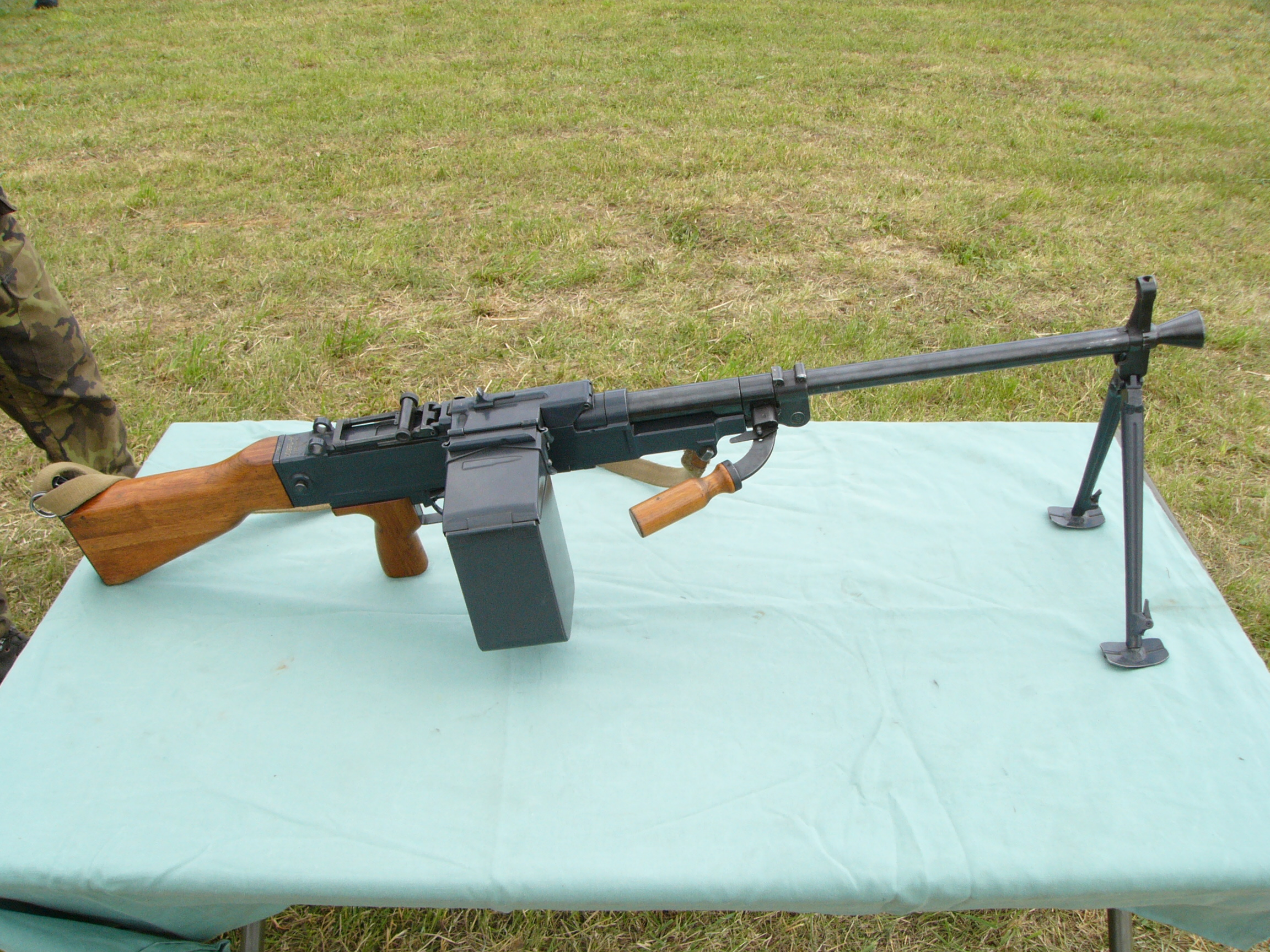
Una UK vz. 59L.
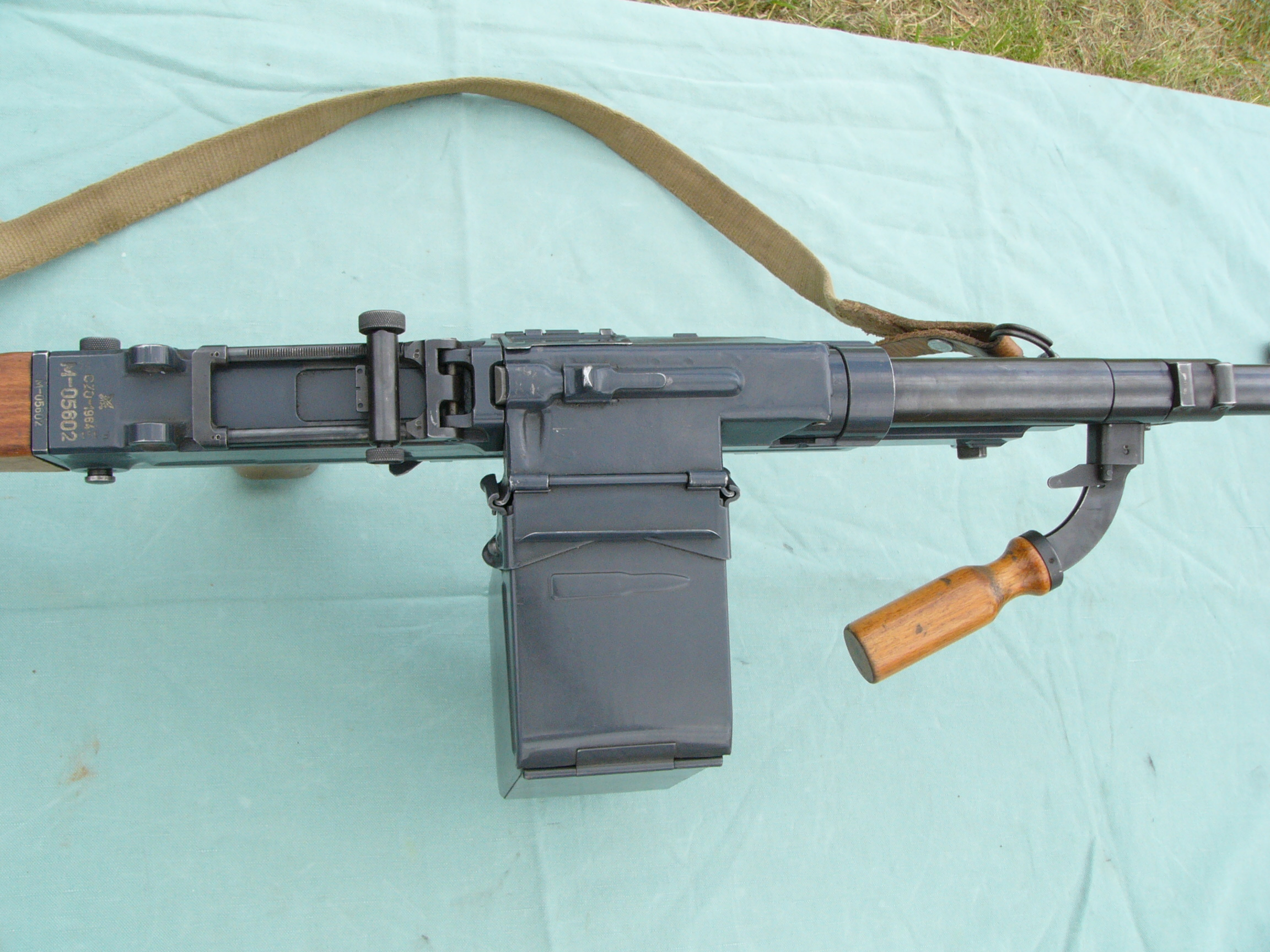
Detalle del cajón de mecanismos y el portacintas de la UK vz. 59L.

## Usuarios
- Biafra.[1]
- Checoslovaquia[2][3]
- Eslovaquia[4]
- Georgia[5][2]
- Libia[6]
- Mali[7]
- República Checa[8]
- República Democrática del Congo: Fuerzas Militares de la República Democrática del Congo.[9]
  -  Fuerzas Democráticas para la Liberación de Ruanda[9]
- Tanzania[10]
- Ucrania: Recibió 3.200 ametralladoras Uk vz. 59, obsequiadas por la República Checa como ayuda militar en respuesta a la invasión rusa de Ucrania de 2022.[11]
- Vietnam del Norte: Fue empleada por el Ejército Popular Vietnamita y el Viet Cong.[3]